# 거미 (드라마)
《거미》는 1995년 7월 31일부터 1995년 8월 29일까지 방영된 MBC 납량특집극으로, 《TV시티》 후속으로 방영되었고 집필자 박일(본명 박평일) 작가의 추리소설을 원작으로 했으며 박일 작가는 그 이후 KBS 2TV 《추리특급》, KBS 1TV 《이것이 인생이다》, SBS 《추적 사건과 사람들》등의 구성 작가로 활동했다가 2002년 11월 4일 시작된 iTV 월~목 9시 30분 일일드라마 <해바라기 가족>의 집필을 맡아 연속극 집필 활동을 재개했지만 신인들과 조연들의 매끄럽지 못한 연기와 자연스럽게 연결되지 못한 장면, 극의 흐름을 끊는듯한 편집, 극의 지지부진한 전개 등으로 기대 이하의 성적에 그쳤다.

## 등장 인물

### 주요 인물
- 이승연 : 강주리 / 미치코 역 - 거미 전문가, 연구소 부소장 / 일본 신흥종교 핵심인물
- 지수원 : 이미란 역 - 기자
- 이경호 : 김우혁 역 - 거미 전문가
- 박은수 : 최성준 역 - 미치코의 하수인

### 그 외 인물
- 김각중 : 미치코의 주변 인물 역
- 이영후 : 주리의 아버지 역
- 문회원 : 방송국 부장 역 - 미란의 직속 상사
- 박영태
- 맹상훈 : 남 기자 역 - 미란의 직장 동료
- 최재호 : 미치코의 주변 인물 역
- 김용승
- 최한호
- 이성용
- 이은철 : 투견장 남자 역
- 김명현 : 지하철 남자 역
- 김양욱
- 배인혜 : 지하철 여자 역
- 최영재
- 윤용현 : 미치코의 주변 인물 역
- 김수현
- 신귀식 : 혜란의 아버지 역
- 김호영
- 홍순창 : 연구소 경비원 역
- 윤순홍
- 정혜승
- 백승철
- 이은영
- 서지희
- 최병학
- 신국 : 세관 방역 담당 이 과장 역
- 문시경 : 방송국 중역 역
- 박윤배
- 전인택 : 이강준 역
- 윤철형
- 이주미
- 전영민
- 전운
- 김찬구
- 심우창
- 김기현
- 원석연
- 김민석
- 김승현
- 이계인
- 김영석
- 최재형
- 김경숙
- 박광남 : 최학준 역
- 김정하
- 박선영
- 김윤정
- 구보석
- 김호웅
- 김윤희
- 박희정
- 김진웅
- 최영진
- 이은영
- 한인수
- 서범식

## 결방 사유 및 2회 연속 방영
- 1995년 8월 14일 : 5~6회 연속방송
- 1995년 8월 15일 : 특집드라마 <최승희> 1부[2] 편성 관계로 결방

## 참고 사항
- 2회까지는 30% 내외의 압도적인 시청률을 기록했으나, 방송 횟수를 계속 거듭할 때마다 소재가 진부하다는 지적을 받았다.[3]
- 1995년 드라마 부문 최악의 프로그램 2위에 뽑혔다.[4]
- 일본 영화를 부분 표절하여 방송위원회(현 방송통신심의위원회)로부터 시청자에 대한 사과명령을 받았다.[5]
- 1995년 8월 7일과 8월 8일 방영분에서 특정사의 맥주(넥스) 상표가 새겨진 파라솔과 포스터를 근접촬영해 광고효과를 주었다는 이유 때문에 방송위원회(현 방송통신심의위원회)로부터 '경고' 조치를 받았다.[6]
- 1995년 8월 29일 방영분에서는 마약범들이 호텔 객실에서 환각상태에 빠져 있는 모습과 마약주사를 맞는 장면, 에볼라 바이러스에 감염된 마약범들이 부패된 채 피를 흘리며 죽어 있는 모습, 특정업체의 캔맥주(하이트) 상표를 근접촬영한 장면을 내보내 방송위원회로(현 방송통신심의위원회)부터 '해당 프로그램 책임자에 대한 경고' 조치를[7], 이 날 방송분에서 미치코의 부하 다나카가 총상을 입은 자신의 부하들을 권총으로 머리를 쏘아죽인 후, 자살을 암시하는 포악한 장면을 내보내 시청자들에게 공포심을 조장한 이유로, '시청자에 대한 사과' 및 '해당 프로그램 제작 관계자에 대한 징계' 처분을 받아야 했다.[8]